# Lovosice
Lovosice település Csehországban, a Litoměřicei járásban. Lovosice Lukavec, Mlékojedy, Keblice, Lhotka nad Labem, Vchynice, Žalhostice, Sulejovice, Siřejovice, Terezín és Píšťany településekkel határos. Lakosainak száma 8774 fő (2024. január 1.).

## Népesség
A település lakosságának változását az alábbi diagram mutatja:
| Lakosok száma | 3739 | 4838 | 5643 | 5708 | 9735 | 9312 | 8735 | 8837 | 8605 | 8774 |
|               | 1869 | 1890 | 1921 | 1950 | 1970 | 2001 | 2017 | 2019 | 2022 | 2024 |